# Troisième circonscription de la Haute-Garonne
La troisième circonscription de la Haute-Garonne est l'une des 10 circonscriptions législatives françaises que compte le département de la Haute-Garonne (31), situé en région Occitanie.

## Description géographique et démographique

### De 1958 à 1986
Le département avait six circonscriptions.
La troisième circonscription de la Haute-Garonne était composée de :
- canton de Caraman
- canton de Lanta
- canton de Revel
- canton de Toulouse-Sud

Source : Journal Officiel du 13-14 Octobre 1958.

### De 1988 à 2010
La troisième circonscription de la Haute-Garonne est délimitée par le découpage électoral de la loi n°86-1197 du 24 novembre 1986
, elle regroupe les divisions administratives suivantes : 
- canton de Castanet-Tolosan,
- canton de Lanta,
- canton de Toulouse-9,
- canton de Toulouse-10,
- canton de Verfeil.

D'après le recensement général de la population en 1999, réalisé par l'Institut national de la statistique et des études économiques (INSEE), la population totale de cette circonscription est estimée à 128407 habitants,.

### Après le redécoupage de 2010
Depuis le redécoupage de 2010 sa composition est la suivante :
- canton de Toulouse-2,
- canton de Toulouse-8 (moins la commune de Montrabé),
- canton de Toulouse-9 (moins la commune de Ramonville-Saint-Agne et la partie de la commune de Toulouse située à l'ouest du canal du Midi),
- canton de Verfeil.

La population totale de cette circonscription est alors estimée à 109 578 habitants

## Historique des députations
| Législature | Début de mandat | Fin de mandat  | Député            | Parti politique | Observations |
| ----------- | --------------- | -------------- | ----------------- | --------------- | --- |
| Ire         | 9 décembre 1958 | 9 octobre 1962 | Jacques Maziol    | UNR             | Ministre de la Construction (1962-1966) Mandat écourté à la suite d'une dissolution parlementaire décidée par Charles de Gaulle.                                                          |
| IIe         | 6 décembre 1962 | 2 avril 1967   | Jacques Maziol    | UNR-UDT         | |
| IIIe        | 3 avril 1967    | 30 mai 1968    | Georges Delpech   | FGDS            | Mandat écourté à la suite d'une dissolution parlementaire décidée par Charles de Gaulle.                                                                                                  |
| IVe         | 11 juillet 1968 | 1er avril 1973 | Jacques Moron     | UDR             | |
| Ve          | 2 avril 1973    | 2 avril 1978   | Maurice Andrieu   | PS              | |
| VIe         | 3 avril 1978    | 22 mai 1981    | Maurice Andrieu   | PS              | Mandat écourté à la suite d'une dissolution parlementaire décidée par François Mitterrand.                                                                                                |
| VIIe        | 2 juillet 1981  | 1er avril 1986 | Louis Lareng      | PS              | |
| VIIIe       | 2 avril 1986    | 14 mai 1988    | Aucun             | Aucun           | Proportionnelle par département, pas de député par circonscription. Mandat écourté à la suite d'une dissolution parlementaire décidée par François Mitterrand.                            |
| IXe         | 23 juin 1988    | 1er avril 1993 | Claude Ducert,    | PS,             | Maire de Labége Conseiller général du canton de Castanet-Tolosan |
| Xe          | 2 avril 1993    | 21 avril 1997  | Serge Didier,     | UDF,            | Adjoint au maire de Toulouse Conseiller Régional Mandat écourté à la suite d'une dissolution parlementaire décidée par Jacques Chirac.                                                    |
| XIe         | 12 juin 1997    | 18 juin 2002   | Pierre Cohen,     | PS,             | Maire de Ramonville-Saint Agne Conseillier Régional |
| XIIe        | 19 juin 2002    | 19 juin 2007   | Pierre Cohen,     | PS,             | Maire de Ramonville-Saint Agne Conseillier Régional |
| XIIIe       | 20 juin 2007    | 19 juin 2012   | Pierre Cohen,     | PS,             | Maire de Ramonville-Saint Agne (1989-2008) Maire de Toulouse (2008-2014) Conseillier Régional                                                                                             |
| XIVe        | 20 juin 2012    | 20 juin 2017   | Jean-Luc Moudenc, | UMP,            | Démission le 10 avril 2014 à la suite de son élection en tant que maire de Toulouse. Sa suppléante Laurence Arribagé est élue le 1er juin 2014 lors d'une élection législative partielle. |
| XVe         | 21 juin 2017    | 21 juin 2022   | Corinne Vignon    | LREM            | Maire de Flourens (2014-2017) |
| XVIe        | 22 juin 2022    | 9 juin 2024    | Corinne Vignon    | LREM-Ensemble   | Mandat écourté à la suite d'une dissolution parlementaire décidée par Emmanuel Macron. |

## Historique des élections

### Élections de 1958
| Candidat       | Candidat                 | Parti          | Premier tour | Premier tour | Second tour | Second tour |  |
| Candidat       | Candidat                 | Parti          | Voix         | %            | Voix        | %           |  |
| -------------- | ------------------------ | -------------- | ------------ | ------------ | ----------- | ----------- |  |
|                | Jacques Maziol élu       | UNR            | 11 402       | 24,83        | 24 027      | 52,14       |  |
|                | Roger Sudre              | SFIO           | 9 953        | 21,68        | 14 330      | 31,1        |  |
|                | Alfred Coste-Floret      | MRP            | 8 331        | 18,15        | Retrait     | Retrait     |  |
|                | Marcelle Rumeau          | PCF            | 7 527        | 16,39        | 7 721       | 16,76       |  |
|                | Maurice Bourgès-Maunoury | Radsoc         | 3 617        | 7,88         | Retrait     | Retrait     |  |
|                | René Chaffiaud           | Radsoc         | 1 739        | 3,79         |             |             |  |
|                | Alexandre Montariol      | UFD            | 1 482        | 3,23         |             |             |  |
|                | Guy Serres               | UFF            | 1 185        | 2,58         |             |             |  |
|                | Roger Legoux             | Radsoc         | 677          | 1,47         |             |             |  |
|                |                          |                |              |              |             |             |  |
| Inscrits       | Inscrits                 | Inscrits       | 63 183       | 100,00       | 63 174      | 100,00      |  |
| Abstentions    | Abstentions              | Abstentions    | 16 023       | 25,36        | 16 194      | 25,63       |  |
| Votants        | Votants                  | Votants        | 47 160       | 74,64        | 46 980      | 74,37       |  |
| Blancs et nuls | Blancs et nuls           | Blancs et nuls | 1 247        | 2,64         | 902         | 1,92        |  |
| Exprimés       | Exprimés                 | Exprimés       | 45 913       | 97,36        | 46 078      | 98,08       |  |

Le suppléant de Jacques Maziol était Armand Ducap, agriculteur chargé de cours à l'École nationale d'agriculture, de Pin-Balma. Armand Ducap remplaça Jacques Maziol, nommé membre du gouvernement, du 15 mai 1962 au 9 octobre 1962.

### Élections de 1962
| Candidat       | Candidat                     | Parti          | Premier tour | Premier tour | Second tour | Second tour |  |
| Candidat       | Candidat                     | Parti          | Voix         | %            | Voix        | %           |  |
| -------------- | ---------------------------- | -------------- | ------------ | ------------ | ----------- | ----------- |  |
|                | Jacques Maziol sortant réélu | UNR-UDT        | 16 638       | 37,42        | 24 763      | 55,72       |  |
|                | Jean Llante                  | PCF            | 8 865        | 19,94        | 19 676      | 44,28       |  |
|                | Georges Delpech              | SFIO           | 8 326        | 18,73        | Retrait     | Retrait     |  |
|                | Albert Brimo                 | Radsoc         | 3 651        | 8,21         | Retrait     | Retrait     |  |
|                | Alexandre Montariol          | PSU            | 3 034        | 6,82         | Retrait     | Retrait     |  |
|                | Joseph-Louis Maleville       | MRP            | 2 744        | 6,17         | Retrait     | Retrait     |  |
|                | Lucien Bezoles               | UFF            | 1 202        | 2,7          |             |             |  |
|                |                              |                |              |              |             |             |  |
| Inscrits       | Inscrits                     | Inscrits       | 68 381       | 100,00       | 68 380      | 100,00      |  |
| Abstentions    | Abstentions                  | Abstentions    | 22 532       | 32,95        | 20 537      | 30,03       |  |
| Votants        | Votants                      | Votants        | 45 849       | 67,05        | 47 843      | 69,97       |  |
| Blancs et nuls | Blancs et nuls               | Blancs et nuls | 1 389        | 3,03         | 3 404       | 7,11        |  |
| Exprimés       | Exprimés                     | Exprimés       | 44 460       | 96,97        | 44 439      | 92,89       |  |

Le suppléant de Jacques Maziol était Armand Ducap. Armand Ducap remplaça Jacques Maziol, nommé membre du gouvernement, du 7 janvier 1963 au 2 avril 1967.

### Élections de 1967
| Candidat       | Candidat               | Parti                     | Premier tour | Premier tour | Second tour | Second tour |  |
| Candidat       | Candidat               | Parti                     | Voix         | %            | Voix        | %           |  |
| -------------- | ---------------------- | ------------------------- | ------------ | ------------ | ----------- | ----------- |  |
|                | Jacques Maziol sortant | UD-Ve                     | 20 756       | 36,82        | 25 276      | 44,62       |  |
|                | Georges Delpech élu    | FGDS (SFIO)               | 17 940       | 31,82        | 31 377      | 55,38       |  |
|                | Jean Llante            | PCF                       | 10 279       | 18,23        | Retrait     | Retrait     |  |
|                | Albert Brimo           | CD (PDM)                  | 3 201        | 5,68         |             |             |  |
|                | Alexandre Montariol    | PSU                       | 2 120        | 3,76         |             |             |  |
|                | Gilbert-Louis Desnus   | Divers droite (Gaulliste) | 1 247        | 2,21         |             |             |  |
|                | Jacques Rolland        | Extrême droite            | 831          | 1,47         |             |             |  |
|                |                        |                           |              |              |             |             |  |
| Inscrits       | Inscrits               | Inscrits                  | 73 961       | 100,00       | 73 960      | 100,00      |  |
| Abstentions    | Abstentions            | Abstentions               | 16 238       | 21,95        | 15 725      | 21,26       |  |
| Votants        | Votants                | Votants                   | 57 723       | 78,05        | 58 235      | 78,74       |  |
| Blancs et nuls | Blancs et nuls         | Blancs et nuls            | 1 349        | 2,34         | 1 582       | 2,72        |  |
| Exprimés       | Exprimés               | Exprimés                  | 56 374       | 97,66        | 56 653      | 97,28       |  |

Le suppléant de Georges Delpech était François Couranjou, maire de Lanta.

### Élections de 1968
| Candidat       | Candidat                | Parti                     | Premier tour | Premier tour | Second tour | Second tour |  |
| Candidat       | Candidat                | Parti                     | Voix         | %            | Voix        | %           |  |
| -------------- | ----------------------- | ------------------------- | ------------ | ------------ | ----------- | ----------- |  |
|                | Jacques Moron élu       | UDR (URP)                 | 18 818       | 33,43        | 27 806      | 50,65       |  |
|                | Georges Delpech sortant | FGDS (SFIO)               | 15 665       | 27,83        | 27 092      | 49,35       |  |
|                | Jean Llante             | PCF                       | 8 472        | 15,05        | Retrait     | Retrait     |  |
|                | Jean-Paul Pigasse       | RI                        | 5 805        | 10,31        |             |             |  |
|                | Georges Boulanger       | CD (PDM)                  | 3 839        | 6,82         |             |             |  |
|                | Alain Béneteau          | PSU                       | 2 691        | 4,78         |             |             |  |
|                | Raoul Exquerra          | Divers droite (Gaulliste) | 993          | 1,76         |             |             |  |
|                |                         |                           |              |              |             |             |  |
| Inscrits       | Inscrits                | Inscrits                  | 73 484       | 100,00       | 73 484      | 100,00      |  |
| Abstentions    | Abstentions             | Abstentions               | 16 309       | 22,19        | 17 263      | 23,49       |  |
| Votants        | Votants                 | Votants                   | 57 175       | 77,81        | 56 221      | 76,51       |  |
| Blancs et nuls | Blancs et nuls          | Blancs et nuls            | 892          | 1,56         | 1 323       | 2,35        |  |
| Exprimés       | Exprimés                | Exprimés                  | 56 283       | 98,44        | 54 898      | 97,65       |  |

Le suppléant de Jacques Moron était Philippe de Boussac, directeur commercial.

### Élections de 1973
| Candidat       | Candidat              | Parti          | Premier tour | Premier tour | Second tour | Second tour |  |
| Candidat       | Candidat              | Parti          | Voix         | %            | Voix        | %           |  |
| -------------- | --------------------- | -------------- | ------------ | ------------ | ----------- | ----------- |  |
|                | Jacques Moron sortant | UDR (URP)      | 17 596       | 29,63        | 29 164      | 47,96       |  |
|                | Maurice Andrieu élu   | PS (UGSD)      | 13 859       | 23,34        | 31 645      | 52,04       |  |
|                | Jean Llante           | PCF            | 10 754       | 18,11        | Retrait     | Retrait     |  |
|                | Jean Escat            | MR             | 6 518        | 10,98        |             |             |  |
|                | Raphaël Gaillardo     | CNIP           | 2 416        | 4,07         |             |             |  |
|                | Alain Béneteau        | PSU            | 2 393        | 4,03         |             |             |  |
|                | Jean Dessaut          | Extrême droite | 2 368        | 3,99         |             |             |  |
|                | J.M. Nappez           | Divers droite  | 1 201        | 2,02         |             |             |  |
|                | Robert Jaussely       | LO             | 1 043        | 1,76         |             |             |  |
|                | Jean-Michel Rocard    | CDP            | 760          | 1,28         |             |             |  |
|                | Jean Bonnafous        | Régionaliste   | 473          | 0,8          |             |             |  |
|                |                       |                |              |              |             |             |  |
| Inscrits       | Inscrits              | Inscrits       | 76 258       | 100,00       | 76 253      | 100,00      |  |
| Abstentions    | Abstentions           | Abstentions    | 15 377       | 20,16        | 13 352      | 17,51       |  |
| Votants        | Votants               | Votants        | 60 881       | 79,84        | 62 901      | 82,49       |  |
| Blancs et nuls | Blancs et nuls        | Blancs et nuls | 1 500        | 2,46         | 2 092       | 3,33        |  |
| Exprimés       | Exprimés              | Exprimés       | 59 381       | 97,54        | 60 809      | 96,67       |  |

Le suppléant de Maurice Andrieu était Jean Ricalens, docteur en médecine, maire adjoint de Revel.

### Élections de 1978
| Candidat       | Candidat                      | Parti                   | Premier tour | Premier tour | Second tour | Second tour |  |
| Candidat       | Candidat                      | Parti                   | Voix         | %            | Voix        | %           |  |
| -------------- | ----------------------------- | ----------------------- | ------------ | ------------ | ----------- | ----------- |  |
|                | André Turcat                  | RPR                     | 24 012       | 34,64        | 34 054      | 47,45       |  |
|                | Maurice Andrieu sortant réélu | PS                      | 20 878       | 30,12        | 37 709      | 52,55       |  |
|                | Jacqueline Gesta              | PCF                     | 11 780       | 17,00        | Retrait     | Retrait     |  |
|                | Emmanuel Abadie               | Divers droite (DC)      | 3 659        | 5,28         |             |             |  |
|                | Philippe Dufetelle            | Écologie 78             | 3 650        | 5,27         |             |             |  |
|                | Jacques Merly                 | UDF (Rad)               | 2 227        | 3,21         |             |             |  |
|                | Muriel Caubet                 | PSU (FA)                | 1 236        | 1,78         |             |             |  |
|                | Jacqueline Fournié            | Divers gauche (Choisir) | 940          | 1,36         |             |             |  |
|                | Anne-Marie Laflorentie        | LO                      | 929          | 1,34         |             |             |  |
|                |                               |                         |              |              |             |             |  |
| Inscrits       | Inscrits                      | Inscrits                | 87 294       | 100,00       | 87 293      | 100,00      |  |
| Abstentions    | Abstentions                   | Abstentions             | 16 628       | 19,05        | 14 085      | 16,14       |  |
| Votants        | Votants                       | Votants                 | 70 666       | 80,95        | 73 208      | 83,86       |  |
| Blancs et nuls | Blancs et nuls                | Blancs et nuls          | 1 355        | 1,92         | 1 445       | 1,97        |  |
| Exprimés       | Exprimés                      | Exprimés                | 69 311       | 98,08        | 71 763      | 98,03       |  |

Le suppléant de Maurice Andrieu était Louis Lareng, Professeur de médecine.

### Élections de 1981
| Candidat       | Candidat           | Parti          | Premier tour | Premier tour | Second tour | Second tour |  |
| Candidat       | Candidat           | Parti          | Voix         | %            | Voix        | %           |  |
| -------------- | ------------------ | -------------- | ------------ | ------------ | ----------- | ----------- |  |
|                | Louis Lareng élu   | PS             | 27 510       | 47,06        | 37 186      | 60,99       |  |
|                | André Lacaze       | RPR (UNM)      | 20 538       | 35,13        | 23 783      | 39,01       |  |
|                | Alain Pecastaing   | PCF            | 6 578        | 11,25        |             |             |  |
|                | Guy Etchegoinberry | Divers droite  | 1 727        | 2,95         |             |             |  |
|                | Jean-Pierre Gilly  | PSU            | 1 452        | 2,48         |             |             |  |
|                | Georges Abellan    | LO             | 656          | 1,12         |             |             |  |
|                |                    |                |              |              |             |             |  |
| Inscrits       | Inscrits           | Inscrits       | 89 361       | 100,00       | 89 353      | 100,00      |  |
| Abstentions    | Abstentions        | Abstentions    | 29 820       | 33,37        | 27 311      | 30,57       |  |
| Votants        | Votants            | Votants        | 59 541       | 66,63        | 62 042      | 69,43       |  |
| Blancs et nuls | Blancs et nuls     | Blancs et nuls | 1 080        | 1,81         | 1 073       | 1,73        |  |
| Exprimés       | Exprimés           | Exprimés       | 58 461       | 98,19        | 60 969      | 98,27       |  |

Le suppléant de Louis Lareng était Jean-François Lamarque, conseiller général, maire adjoint de Revel.

### Élections de 1988
| Candidat       | Candidat              | Parti           | Premier tour | Premier tour | Second tour | Second tour |  |
| Candidat       | Candidat              | Parti           | Voix         | %            | Voix        | %           |  |
| -------------- | --------------------- | --------------- | ------------ | ------------ | ----------- | ----------- |  |
|                | Claude Ducert élu     | PS              | 19 309       | 44,57        | 25 110      | 54,57       |  |
|                | Françoise de Veyrinas | UDF (CDS) (URC) | 16 493       | 38,07        | 20 901      | 45,43       |  |
|                | Serge Laroze          | FN              | 3 402        | 7,85         |             |             |  |
|                | Jean Zanesco          | PCF             | 2 658        | 6,14         |             |             |  |
|                | Henri Farreny         | Extrême gauche  | 1 461        | 3,37         |             |             |  |
|                |                       |                 |              |              |             |             |  |
| Inscrits       | Inscrits              | Inscrits        | 64 929       | 100,00       | 64 928      | 100,00      |  |
| Abstentions    | Abstentions           | Abstentions     | 21 024       | 32,38        | 18 036      | 27,78       |  |
| Votants        | Votants               | Votants         | 43 905       | 67,62        | 46 892      | 72,22       |  |
| Blancs et nuls | Blancs et nuls        | Blancs et nuls  | 582          | 1,33         | 881         | 1,88        |  |
| Exprimés       | Exprimés              | Exprimés        | 43 323       | 98,67        | 46 011      | 98,12       |  |

La suppléante de Claude Ducert était Geneviève Raynal, maitre-assistant, conseillère générale du canton de Toulouse-9.

### Élections de 1993
| Candidat                      | Candidat                       | Parti          | Premier tour | Premier tour | Second tour | Second tour |  |
| Candidat                      | Candidat                       | Parti          | Voix         | %            | Voix        | %           |  |
| ----------------------------- | ------------------------------ | -------------- | ------------ | ------------ | ----------- | ----------- |  |
|                               | Serge Didier élu               | UDF (PR)       | 19 377       | 40,79        | 25 412      | 53,84       |  |
|                               | Alain Béneteau                 | PS             | 11 350       | 23,89        | 21 789      | 46,16       |  |
|                               | Paul Berthollet                | FN             | 4 614        | 9,71         |             |             |  |
|                               | Jean-François Maury            | Les Verts (EÉ) | 3 592        | 7,56         |             |             |  |
|                               | Jean Zanesco                   | PCF            | 3 380        | 7,12         |             |             |  |
|                               | Henri Farreny                  | Divers         | 1 857        | 3,91         |             |             |  |
|                               | Jacqueline Santi               | LO             | 1 099        | 2,31         |             |             |  |
|                               | Marie-France Schwartz-Beaumont | LT-LNÉ         | 824          | 1,73         |             |             |  |
|                               | Patrick de Pérignon            | Divers         | 729          | 1,53         |             |             |  |
|                               | Bernard Durand                 | Divers         | 405          | 0,85         |             |             |  |
|                               | Michel Pons                    | PLN            | 274          | 0,58         |             |             |  |
|                               |                                |                |              |              |             |             |  |
| Inscrits                      | Inscrits                       | Inscrits       | 71 010       | 100,00       | 70 979      | 100,00      |  |
| Abstentions                   | Abstentions                    | Abstentions    | 20 507       | 28,88        | 20 300      | 28,6        |  |
| Votants                       | Votants                        | Votants        | 50 503       | 71,12        | 50 679      | 71,4        |  |
| Blancs et nuls                | Blancs et nuls                 | Blancs et nuls | 3 002        | 5,94         | 3 478       | 6,86        |  |
| Exprimés                      | Exprimés                       | Exprimés       | 47 501       | 94,06        | 47 201      | 93,14       |  |
| Source : Data.gouv et CEVIPOF |                                |                |              |              |             |             |  |

Le suppléant de Serge Didier était Jean-Luc Forget, conseiller municipal de Ramonville-Saint-Agne.

### Élections de 1997
| Candidat       | Candidat                    | Parti             | Premier tour | Premier tour | Second tour | Second tour |  |
| Candidat       | Candidat                    | Parti             | Voix         | %            | Voix        | %           |  |
| -------------- | --------------------------- | ----------------- | ------------ | ------------ | ----------- | ----------- |  |
|                | Pierre Cohen élu            | PS                | 17 230       | 34,55        | 28 826      | 55,35       |  |
|                | Serge Didier sortant        | UDF (PR)          | 15 030       | 30,14        | 23 257      | 44,65       |  |
|                | Serge Laroze                | FN                | 5 410        | 10,85        |             |             |  |
|                | Jean Zanesco                | PCF               | 3 768        | 7,56         |             |             |  |
|                | Henri Arevalo               | Les Verts         | 2 180        | 4,37         |             |             |  |
|                | Jacqueline Santi            | LO                | 1 506        | 3,02         |             |             |  |
|                | Jean-Marie-Pierre Chaumette | LDI (MPF)         | 1 376        | 2,76         |             |             |  |
|                | Monique Gilbon              | Divers écologiste | 1 029        | 2,06         |             |             |  |
|                | Nathalie Monnier            | US4J              | 936          | 1,88         |             |             |  |
|                | Danielle Blanchard          | MÉI               | 722          | 1,45         |             |             |  |
|                | Raymond Coustures           | LCR               | 587          | 1,18         |             |             |  |
|                | Michel Pons                 | PLN               | 97           | 0,19         |             |             |  |
|                |                             |                   |              |              |             |             |  |
| Inscrits       | Inscrits                    | Inscrits          | 73 851       | 100,00       | 73 849      | 100,00      |  |
| Abstentions    | Abstentions                 | Abstentions       | 21 791       | 29,51        | 19 009      | 25,74       |  |
| Votants        | Votants                     | Votants           | 52 060       | 70,49        | 54 840      | 74,26       |  |
| Blancs et nuls | Blancs et nuls              | Blancs et nuls    | 2 189        | 4,2          | 2 757       | 5,03        |  |
| Exprimés       | Exprimés                    | Exprimés          | 49 871       | 95,8         | 52 083      | 94,97       |  |

Le suppléant de Pierre Cohen était François Simon, médecin généraliste, conseiller municipal de Toulouse.

### Élections de 2002
| Candidat       | Candidat                   | Parti             | Premier tour | Premier tour | Second tour | Second tour |  |
| Candidat       | Candidat                   | Parti             | Voix         | %            | Voix        | %           |  |
| -------------- | -------------------------- | ----------------- | ------------ | ------------ | ----------- | ----------- |  |
|                | Jean-Luc Moudenc           | UMP               | 21 111       | 37,76        | 25 455      | 48,95       |  |
|                | Pierre Cohen sortant réélu | PS                | 20 281       | 36,28        | 26 552      | 51,05       |  |
|                | Serge Laroze               | FN                | 4 641        | 8,3          |             |             |  |
|                | Henri Arevalo              | Les Verts         | 2 609        | 4,67         |             |             |  |
|                | Christine Rosemberg        | PCF               | 1 465        | 2,62         |             |             |  |
|                | Myriam Martin              | LCR               | 1 328        | 2,38         |             |             |  |
|                | Thierry Cotelle            | Pôle républicain  | 897          | 1,6          |             |             |  |
|                | Sandrine Sitnikow          | CPNT              | 558          | 1            |             |             |  |
|                | Yves Castanet              | Divers écologiste | 489          | 0,87         |             |             |  |
|                | Daniel Oustrières          | Cap21             | 467          | 0,84         |             |             |  |
|                | Michel Laserge             | LO                | 431          | 0,77         |             |             |  |
|                | Frédéric Sananès           | ÉD                | 382          | 0,68         |             |             |  |
|                | Michel Chipot              | MPF               | 329          | 0,59         |             |             |  |
|                | Emile Redon                | MNR               | 329          | 0,59         |             |             |  |
|                | Nicole Chamblanc           | GÉ                | 187          | 0,33         |             |             |  |
|                | Christiane Kibler          | Régionaliste      | 159          | 0,28         |             |             |  |
|                | Bernard Nestasio           | PT                | 82           | 0,15         |             |             |  |
|                | André-Noël Cherid          | Divers            | 73           | 0,13         |             |             |  |
|                | Philippe Hazane            | Divers            | 55           | 0,1          |             |             |  |
|                | Benoit Algans-Taupin       | Divers            | 36           | 0,06         |             |             |  |
|                |                            |                   |              |              |             |             |  |
| Inscrits       | Inscrits                   | Inscrits          | 79 039       | 100,00       | 79 141      | 100,00      |  |
| Abstentions    | Abstentions                | Abstentions       | 22 158       | 28,03        | 25 530      | 32,26       |  |
| Votants        | Votants                    | Votants           | 56 881       | 71,97        | 53 611      | 67,74       |  |
| Blancs et nuls | Blancs et nuls             | Blancs et nuls    | 972          | 1,71         | 1 604       | 2,99        |  |
| Exprimés       | Exprimés                   | Exprimés          | 55 909       | 98,29        | 52 007      | 97,01       |  |

Le suppléant de Pierre Cohen était Patrick Pignard, chargé de développement économique et territorial, conseiller général du canton de Toulouse-10.

### Élections de 2007
| Candidat       | Candidat                   | Parti          | Premier tour | Premier tour | Second tour | Second tour |  |
| Candidat       | Candidat                   | Parti          | Voix         | %            | Voix        | %           |  |
| -------------- | -------------------------- | -------------- | ------------ | ------------ | ----------- | ----------- |  |
|                | Pierre Cohen sortant réélu | PS             | 20 550       | 37,43        | 31 045      | 57,26       |  |
|                | Marie-Claire Danen         | UMP            | 15 861       | 28,89        | 23 171      | 42,74       |  |
|                | Charles Urgell             | UDF–MoDem      | 5 080        | 9,25         |             |             |  |
|                | Jean-Marie Belin           | NC             | 3 619        | 6,59         |             |             |  |
|                | Henri Arevalo              | Les Verts      | 2 823        | 5,14         |             |             |  |
|                | Myriam Martin              | LCR            | 1 817        | 3,31         |             |             |  |
|                | Serge Laroze               | FN             | 1 793        | 3,27         |             |             |  |
|                | Nathalie Faisans           | PCF            | 1 439        | 2,62         |             |             |  |
|                | Jean-Paul Cros             | CNIP           | 573          | 1,04         |             |             |  |
|                | Cyrille Garcia             | Divers         | 503          | 0,92         |             |             |  |
|                | Christian Hernandez        | CPNT           | 436          | 0,79         |             |             |  |
|                | Michel Laserge             | LO             | 272          | 0,5          |             |             |  |
|                | Francis Manaud             | DLR            | 130          | 0,24         |             |             |  |
|                | Françoise Baritel          | Divers         | 9            | 0,02         |             |             |  |
|                |                            |                |              |              |             |             |  |
| Inscrits       | Inscrits                   | Inscrits       | 85 676       | 100,00       | 85 678      | 100,00      |  |
| Abstentions    | Abstentions                | Abstentions    | 30 034       | 35,06        | 30 036      | 35,06       |  |
| Votants        | Votants                    | Votants        | 55 642       | 64,94        | 55 642      | 64,94       |  |
| Blancs et nuls | Blancs et nuls             | Blancs et nuls | 737          | 1,32         | 1 426       | 2,56        |  |
| Exprimés       | Exprimés                   | Exprimés       | 54 905       | 98,68        | 54 216      | 97,44       |  |

Le suppléant de Pierre Cohen était Patrick Pignard.

### Élections législatives de 2012
| Candidat       | Candidat                         | Parti                         | Premier tour | Premier tour | Second tour | Second tour |  |
| Candidat       | Candidat                         | Parti                         | Voix         | %            | Voix        | %           |  |
| -------------- | -------------------------------- | ----------------------------- | ------------ | ------------ | ----------- | ----------- |  |
|                | Jean-Luc Moudenc élu             | UMP                           | 15 901       | 35,14        | 21 653      | 50,41       |  |
|                | François Simon                   | EÉLV (PS, POC)                | 10 064       | 22,24        | 21 300      | 49,59       |  |
|                | Alain Fillola                    | diss. PS                      | 9 664        | 21,36        | Retrait     | Retrait     |  |
|                | Sandrine Cabioch                 | RBM (FN)                      | 3 534        | 7,81         |             |             |  |
|                | Martine Croquette                | FG (PCF)                      | 2 905        | 6,42         |             |             |  |
|                | Laurence Massat Guiraud-Chaumeil | PRV                           | 1 462        | 3,23         |             |             |  |
|                | Nicolas Canzian                  | AÉI                           | 537          | 1,19         |             |             |  |
|                | Marie-Claire Danen               | Divers droite                 | 466          | 1,03         |             |             |  |
|                | Carole Fabre                     | Pirate                        | 330          | 0,73         |             |             |  |
|                | Thomas Couderette                | MOC (NPA)                     | 190          | 0,42         |             |             |  |
|                | Sandra Torremocha                | LO                            | 111          | 0,25         |             |             |  |
|                | Clément Satger                   | S&P                           | 57           | 0,13         |             |             |  |
|                | Monique Crevelle                 | Divers (Mouvement anti-radar) | 24           | 0,05         |             |             |  |
|                |                                  |                               |              |              |             |             |  |
| Inscrits       | Inscrits                         | Inscrits                      | 73 131       | 100,00       | 73 122      | 100,00      |  |
| Abstentions    | Abstentions                      | Abstentions                   | 27 487       | 37,59        | 28 975      | 39,63       |  |
| Votants        | Votants                          | Votants                       | 45 644       | 62,41        | 44 147      | 60,37       |  |
| Blancs et nuls | Blancs et nuls                   | Blancs et nuls                | 399          | 0,87         | 1 194       | 2,7         |  |
| Exprimés       | Exprimés                         | Exprimés                      | 45 245       | 99,13        | 42 953      | 97,3        |  |

La suppléante de Jean-Luc Moudenc était Laurence Arribagé, conseillère en communication, conseillère régionale.
Jean-Luc Moudenc démissionne après son élection comme maire de Toulouse en 2014.

### Élections législatives partielles de 2014
Les élections législatives partielles de 2014 ont eu lieu les dimanches 25 mai et 1er juin 2014 pour pourvoir au remplacement de Jean-Luc Moudenc, démissionnaire à la suite de son élection à la mairie de Toulouse.
| Candidat       | Candidat               | Parti          | Premier tour | Premier tour | Second tour | Second tour |  |
| Candidat       | Candidat               | Parti          | Voix         | %            | Voix        | %           |  |
| -------------- | ---------------------- | -------------- | ------------ | ------------ | ----------- | ----------- |  |
|                | Laurence Arribagé élue | UMP            | 16 309       | 44,14        | 14 321      | 62,09       |  |
|                | Laurent Méric          | PS             | 8 928        | 24,16        | 8 744       | 37,91       |  |
|                | Xavier Bigot           | EÉLV           | 4 410        | 11,94        |             |             |  |
|                | Fabrice Pezzuto        | FN             | 3 545        | 9,59         |             |             |  |
|                | Martine Croquette      | FG (PCF)       | 2 456        | 6,65         |             |             |  |
|                | Nicolas Rimaud         | Divers         | 997          | 2,70         |             |             |  |
|                | Clément Satger         | S&P            | 303          | 0,82         |             |             |  |
|                |                        |                |              |              |             |             |  |
| Inscrits       | Inscrits               | Inscrits       | 74 228       | 100,00       | 74 232      | 100,00      |  |
| Abstentions    | Abstentions            | Abstentions    | 36 175       | 48,73        | 50 180      | 67,6        |  |
| Votants        | Votants                | Votants        | 38 053       | 51,27        | 24 052      | 32,4        |  |
| Blancs et nuls | Blancs et nuls         | Blancs et nuls | 1 105        | 2,9          | 987         | 4,1         |  |
| Exprimés       | Exprimés               | Exprimés       | 36 948       | 97,1         | 23 065      | 95,9        |  |

Le suppléant de Laurence Arribagé était Jean-Luc Moudenc.

### Élections de 2017
|                                                                                   | |                           |                           |                          |                          |
|                                                                                   | | Premier tour 11 juin 2017 | Premier tour 11 juin 2017 | Second tour 18 juin 2017 | Second tour 18 juin 2017 |
|                                                                                   | |                           |                           |                          |                          |
|                                                                                   | | Nombre                    | % des inscrits            | Nombre                   | % des inscrits           |
| Inscrits                                                                          | Inscrits | 78 119                    | 100,00                    | 78 104                   | 100,00                   |
| Abstentions                                                                       | Abstentions | 34 261                    | 43,86                     | 42 242                   | 54,08                    |
| Votants                                                                           | Votants | 43 858                    | 56,14                     | 35 862                   | 45,92                    |
|                                                                                   | |                           | % des votants             |                          | % des votants            |
| Bulletins blancs                                                                  | Bulletins blancs | 396                       | 0,90                      | 3 975                    | 11,08                    |
| Bulletins nuls                                                                    | Bulletins nuls | 161                       | 0,37                      | 1 204                    | 3,36                     |
| Suffrages exprimés                                                                | Suffrages exprimés | 43 301                    | 98,73                     | 30 683                   | 85,56                    |
|                                                                                   | |                           |                           |                          |                          |
| Candidat Étiquette politique (partis et alliances)                                | Candidat Étiquette politique (partis et alliances)                                                                                 | Voix                      | % des exprimés            | Voix                     | % des exprimés           |
|                                                                                   | |                           |                           |                          |                          |
|                                                                                   | Corinne Vignon La République en marche                                                                                             | 17 150                    | 39,61                     | 16 254                   | 52,97                    |
|                                                                                   | Laurence Arribagé (députée sortante) Les Républicains (Union des démocrates et indépendants - Chasse, pêche, nature et traditions) | 9 642                     | 22,27                     | 14 429                   | 47,03                    |
|                                                                                   | Gilles Naudy La France insoumise                                                                                                   | 5 377                     | 12,42                     |                          |                          |
|                                                                                   | Isabelle Hardy Parti socialiste | 3 716                     | 8,58                      |                          |                          |
|                                                                                   | Sonia Decamps Front national | 2 859                     | 6,60                      |                          |                          |
|                                                                                   | Yannick Bourlès Europe Écologie Les Verts                                                                                          | 1 907                     | 4,40                      |                          |                          |
|                                                                                   | Martine Croquette Parti communiste français                                                                                        | 952                       | 2,20                      |                          |                          |
|                                                                                   | Véronique Corchia Divers (Parti animaliste)                                                                                        | 364                       | 0,84                      |                          |                          |
|                                                                                   | Michel Kaluszynski Divers gauche (Le Bien commun - Union des démocrates et des écologistes - Parti écologiste)                     | 332                       | 0,77                      |                          |                          |
|                                                                                   | Sébastien Fabre Divers (Union populaire républicaine)                                                                              | 316                       | 0,73                      |                          |                          |
|                                                                                   | Romain Gaboriaud Divers (Parti pirate)                                                                                             | 199                       | 0,46                      |                          |                          |
|                                                                                   | Michel Laserge Lutte ouvrière | 153                       | 0,35                      |                          |                          |
|                                                                                   | Benoît Calmels Écologiste (Confédération pour l'homme, l'animal et la planète)                                                     | 131                       | 0,30                      |                          |                          |
|                                                                                   | Marie Bruniquel Divers (Allons enfants !)                                                                                          | 109                       | 0,25                      |                          |                          |
|                                                                                   | Marie-Ange Thébaud Écologiste (Mouvement 100%)                                                                                     | 94                        | 0,22                      |                          |                          |
| Source : Ministère de l'Intérieur - Troisième circonscription de la Haute-Garonne | |                           |                           |                          |                          |

Le suppléant de Corinne Vignon était Julien Coquenas, manager digital à Toulouse.

### Élections de 2022
| Résultats des élections législatives des 12 et 19 juin 2022 de la 3e circonscription Haute-Garonne |                          |                          |                          |              |              |             |             |
| Candidat                                                                                           | Candidat                 | Parti et coalition       | Nuance                   | Premier tour | Premier tour | Second tour | Second tour |
| Candidat                                                                                           | Candidat                 | Parti et coalition       | Nuance                   | Voix         | %            | Voix        | %           |
| | Agathe Roby,             | LFI (NUPES)              | NUP                      | 14 695       | 31,60        | 18 905      | 44,29       |
| | Corinne Vignon           | LREM (ENS)               | ENS                      | 13 614       | 29,27        | 23 780      | 55,71       |
| | Laurence Arribagé        | LR (UDC)                 | LR                       | 7 488        | 16,10        |             |             |
| | Stéphanie Alarcon        | RN                       | RN                       | 4 080        | 8,77         |             |             |
| | Camille Dulon            | REC                      | REC                      | 2 281        | 4,90         |             |             |
| | Patrice Mur              | PRG                      | RDG                      | 1 841        | 3,96         |             |             |
| | Benoît Calmels           | MHAN (TUPLV)             | ECO                      | 1 588        | 3,41         |             |             |
| | Clément Sanvisens        | PA                       | ECO                      | 455          | 0,98         |             |             |
| | Malena Adrada            | LO                       | DXG                      | 268          | 0,58         |             |             |
| | Olivier De Guyenro       | SE                       | DVD                      | 99           | 0,21         |             |             |
| | David Saforcada          | AUP (RdP)                | DVG                      | 96           | 0,21         |             |             |
| | André Michel Lignier     | SE                       | DVG                      | 0            | 0            |             |             |
| Votes valides                                                                                      | Votes valides            | Votes valides            | Votes valides            | 46 505       | 98,71        | 42 685      | 93.98       |
| Votes blancs                                                                                       | Votes blancs             | Votes blancs             | Votes blancs             | 411          | 0,87         | 1920        | 4.23        |
| Votes nuls                                                                                         | Votes nuls               | Votes nuls               | Votes nuls               | 196          | 0,42         | 814         | 1.79        |
| Total                                                                                              | Total                    | Total                    | Total                    | 47 112       | 100          | 45 419      | 100         |
| Abstention                                                                                         | Abstention               | Abstention               | Abstention               | 33 608       | 41,64        | 35 314      | 43.74       |
| Inscrits / participation                                                                           | Inscrits / participation | Inscrits / participation | Inscrits / participation | 80 720       | 58,36        | 80 733      | 56.26       |

Le suppléant de Corinne Vignon était Vincent Terrail-Novès, kinésithérapeute pour des personnes âgées dépendantes, maire de Balma.

### Élections de 2024
| Candidat                 | Candidat                 | Parti et coalition       | Nuances                  | Premier tour | Premier tour | Second tour | Second tour |
| Candidat                 | Candidat                 | Parti et coalition       | Nuances                  | Voix         | %            | Voix        | %           |
| ------------------------ | ------------------------ | ------------------------ | ------------------------ | ------------ | ------------ | ----------- | ----------- |
|                          | Agathe Roby              | LFI (NFP)                | UG                       | 21 064       | 34,58        | 22 986      | 38,31       |
|                          | Corinne Vignon           | RE (ENS)                 | ENS                      | 20 227       | 33,20        | 23 650      | 39,42       |
|                          | Stéphanie Alarcon        | RN                       | RN                       | 13 022       | 21,38        | 13 366      | 22,28       |
|                          | Clément Delmas           | LR                       | LR                       | 3 307        | 5,43         |             |             |
|                          | Baptiste Robert          | SE                       | DVG                      | 828          | 1,36         |             |             |
|                          | Marie-Pierre Bouchet     | BO (PU)                  | DVC                      | 731          | 1,20         |             |             |
|                          | Philippe Soleri          | REC                      | REC                      | 683          | 1,12         |             |             |
|                          | Domitille Allorant       | Équinoxe                 | ECO                      | 613          | 1,01         |             |             |
|                          | Malena Adrada            | LO                       | EXG                      | 254          | 0,42         |             |             |
|                          | Philippe Maury           | RES                      | DVD                      | 162          | 0,27         |             |             |
|                          | Noël Némouthé            | SE                       | REG                      | 29           | 0,05         |             |             |
|                          |                          |                          |                          |              |              |             |             |
| Votes valides            | Votes valides            | Votes valides            | Votes valides            | 60 920       | 98,16        | 60 002      | 97,76       |
| Votes blancs             | Votes blancs             | Votes blancs             | Votes blancs             | 815          | 1,31         | 1 016       | 1,66        |
| Votes nuls               | Votes nuls               | Votes nuls               | Votes nuls               | 328          | 0,53         | 358         | 0,58        |
| Total                    | Total                    | Total                    | Total                    | 62 063       | 100          | 61 376      | 100         |
| Abstention               | Abstention               | Abstention               | Abstention               | 19 856       | 24,24        | 20 542      | 25,08       |
| Inscrits / participation | Inscrits / participation | Inscrits / participation | Inscrits / participation | 81 919       | 75,76        | 81 918      | 74,92       |

Le suppléant de Corinne Vignon est Vincent Terrail-Novès.

#### Département de la Haute-Garonne
- La fiche de l'INSEE de cette circonscription : « Tableaux et Analyses de la troisième circonscription de la Haute-Garonne », sur insee.fr, site de l'Institut national de la statistique et des études économiques (consulté le 10 juin 2007) [PDF]

- « Tous les députés du département de la Haute-Garonne depuis 1789 » [archive du 28 septembre 2007], sur assemblee-nationale.fr, site de l'Assemblée nationale française (consulté le 10 juin 2007)

- « Informations contentieuses sur le département de la Haute-Garonne (Élections législatives de 2002) », sur conseil-constitutionnel.fr, site du Conseil constitutionnel (consulté le 13 juin 2007)

#### Circonscriptions en France
- « Carte des circonscriptions législatives en France », sur assemblee-nationale.fr, site de l'Assemblée nationale française (consulté le 20 juin 2007)

- « Résultats électoraux officiels en France », sur interieur.gouv.fr, site du ministère de l'Intérieur (France) (consulté le 13 juin 2007)

- Description et Atlas des circonscriptions électorales de France sur http://www.atlaspol.com, Atlaspol, site de cartographie géopolitique, consulté le 13 juin 2007.